# Bystrzyca (Fluss)
Die Bystrzyca (deutsch Habelschwerdter Weistritz, auch Kressenbach) ist ein linker Nebenfluss der Nysa Kłodzka (Glatzer Neiße) in Polen.
Sie entspringt im Habelschwerdter Gebirge am Vogelberg (870 m; polnisch Smolna) und fließt auf dem Gebirgszug in einer leichten Talmulde nach Südosten. Oberhalb des Dorfes Młoty (Hammer) fließt die Weistritz mit starkem Gefälle in das Glatzer Becken und ändert ihren Lauf nach Osten.
Der Bach durchfließt die Dörfer Nowa Bystrzyca (Neu Weistritz) Stara Bystrzyca (Alt Weistritz) und mündet nach ca. 23 km im Stadtgebiet von Bystrzyca Kłodzka (Habelschwerdt) in die Nysa Kłodzka.